# Eleições autárquicas de Portugal
As eleições autárquicas em Portugal, também designadas atualmente de eleições para as câmaras municipais, assembleias municipais e assembleias de freguesias são as eleições que elegem as autarquias locais para um mandato de quatro anos em listas apresentadas pelos partidos.
Segue-se uma lista de eleições para os cargos de direção das autarquias portuguesas.

## Terceira República
1976 • 1979 • 1982 • 1985 • 1989 • 1993 • 1997 • 2001 • 2005 • 2009 • 2013 • 2017 • 2021